# 非洲巨松鼠屬
非洲巨松鼠屬（非洲巨松鼠），哺乳綱、囓齒目、松鼠科的一屬，而與非洲巨松鼠屬（非洲巨松鼠）同科的動物尚有巨松鼠屬（巨松鼠）、婆羅洲地鼠屬（婆羅洲地鼠）、西裏伯斯松鼠屬（西裏伯斯松鼠）、非洲條紋松鼠屬（烏干達條紋松鼠）等之數種哺乳動物。